# Mahonia sheridaniana
Mahonia sheridaniana là một loài thực vật có hoa trong họ Hoàng mộc. Loài này được C.K. Schneid. mô tả khoa học đầu tiên năm 1913.